# Kees Duijvestein
Cornelius Augustinus Josephus Duijvestein (Den Haag, 12 augustus 1943) is emeritus-hoogleraar Milieutechnisch ontwerpen aan de Technische Universiteit Delft. Hij is een "pionier op het gebied van duurzaam bouwen."

## Opleiding
Aanvankelijk wilde Duijvestein beeldhouwer worden, zoals zijn grootvader August Klawer. Daarna wilde hij technische natuurkunde gaan studeren. Tijdens zijn middelbareschoolperiode kwam hij in de klas bij twee kleinzoons van Berlage; toen hij bij hen thuis diens werk zag, besloot hij bouwkunde te gaan studeren. Na het behalen van het hbs B-diploma aan het Aloysius College in Den Haag studeerde hij tussen 1961 en 1973 in Delft. Tussen 1963 en 1965 was hij als dienstplichtig militair eerste luitenant bij het Korps Mariniers. In 1969 en 1970 liep hij stage in de Verenigde Staten bij het gerenommeerde architectenbureau Skidmore, Owings and Merrill (SOM). In 1973 studeerde hij af op het project Stadslandschap, de bufferzone tussen Delft en de Haagse agglomeratie.

## Levensloop
Na gewerkt te hebben bij onder meer het Centrum Technische Milieukunde, de vakgroep Landschapskunde & Ecologie van de Technische Universiteit Delft startte Duijvestein samen met Bert Smolders en gesteund door Frans Maas eind 1977 de Interuniversitaire Studiegroep StadsOntwerp & Milieu (eveneens afgekort tot SOM) gestart. De groep werd gevormd door afstudeerders uit verschillende disciplines. De SOM-catalogus met milieumaatregelen op diverse schaalniveaus had veel succes.
In 1985 volgde de benoeming tot universitair hoofddocent op de TU Delft, waarna een leerstoel MilieuTechnisch Ontwerpen werd ingesteld. Samen met Jón Kristinsson bezette Duijvestein deze leerstoel. Zijn opdracht was onderzoek te doen naar de ruimtelijke kwaliteit van het duurzaam bouwen in relatie tot sociale, economische en milieu-aspecten, zoals energie, afval- en materiaalgebruik en betaalbaarheid, water, mobiliteit, leefbaarheid en gezondheid. Hij heeft onder meer studies verricht naar de vraag hoe zaken als de bouwfraude of de fijnstofproblematiek in de toekomst voorkomen kunnen worden door meer aan duurzaam bouwen te doen. Hij ging in 2008 met emeritaat.
In 1970 richtte Duijvestein BOOM op, een Bureau voor Onderzoek en Ontwerp voor het Milieu. Het is een adviesbureau op het gebied van energie-efficiëntie en duurzaamheid in gebouwen en de omgeving. Het bureau was onder meer betrokken bij het opzetten van de ecologische woonwijken Ecodus in Delft en Ecolonia in Alphen aan den Rijn. Ook adviseerde hij bij grootschalige woningbouwprojecten als Vathorst in Amersfoort.
In september 2008 ontving Duijvestein een "Duurzaam lintje" van minister Cramer (milieu). Deze prijs, in 2008 ingesteld, wordt jaarlijks uitgereikt aan mensen die zich sterk hebben gemaakt voor verduurzaming. In april 2009 heeft hij afscheid genomen als hoogleraar. Duijvestein werd op nummer 83 gezet van de Duurzame 100 van 2010, een lijst van “invloedrijke duurzame Nederlanders”, opgesteld door dagblad Trouw.
Na zijn emeritaat is Duijvestein actief in verschillende maatschappelijke organisaties op het gebied van milieu. Hij is onder andere voorzitter van de Raad van Commissarissen van het Vastgoedfonds van de Triodos Bank en oud-voorzitter van het Haagse Milieu Centrum. Daarnaast heeft hij een eenmansbedrijf Solidago, dat strategische adviezen geeft.
Hij was bij de gemeenteraadsverkiezingen in 2010, 2014 en 2018 lijstduwer voor GroenLinks in Den Haag. Duijvestein stond op de 11e plaats op de kandidatenlijst van GroenLinks voor de Eerste Kamerverkiezingen van 2011.

## Persoonlijk
Hij is de vader van de actrice Eva Duijvestein.

## Voetnoten
- International Standard Name Identifier: 0000 0000 4347 7336
- Library of Congress Control Number: nb2004026650
- Nederlandse Thesaurus van Auteursnamen: 07512663X
- Virtual International Authority File: 33971044
- WorldCat: E39PBJkmYbMp7Prp6qMV9VCxXd